# Braunkopfpapagei
Der Braunkopfpapagei (Poicephalus cryptoxanthus) ist eine Vogelart aus der Gattung der Langflügelpapageien. Gemeinsam mit den anderen Arten dieser Gattung sowie dem Graupapagei, den Unzertrennlichen, dem Halsbandsittich und den auf Madagaskar endemischen Vasapapageien zählt diese Art zu den typischen Papageienarten der Afrotropis. Er bewohnt das südöstliche Afrika einschließlich des östlichen Transvaal, Mosambik, Simbabwe, Malawi, Tansania und Kenia. In einigen Regionen sind Braunkopfpapageien nach wie vor häufig.

## Beschreibung
Braunkopfpapageien weisen eine düster braune Kopf- und Halsbefiederung auf. Die Ohrdecken sind silbergrau. Die Unterseite des Körpers sowie der Bürzel sind dagegen grün. Die Federn der Flügel sind dunkelgrau und haben entweder einen helleren Saum oder braune Innenfahnen. Die Unterflügeldecken sind gelb. Die Schwanzfedern sind braunoliv, mit einem grünen Rand und einer grünen Spitze. Der Oberschnabel ist blaugrau und der Unterschnabel weist eine helle Hornfarbe auf. Die Iris der Vögel ist dunkelgelb und leicht gräulich, die Füße sind grauschwarz. Die etwa 22 Zentimeter langen Braunkopfpapageien wiegen zwischen 120 und 160 Gramm.

## Lebensweise
Der Braunkopfpapagei bewohnt, ähnlich dem Goldbugpapagei, unterschiedliche Lebensräume im Südosten Afrikas. Er bevorzugt dort tiefgelegene, trockene Waldgebiete. Im südlichen Afrika wird er oft in Gebieten gesichtet, in denen die Vegetation viele Affenbrotbäume aufweist. In Mosambik und im Zululand bewohnt die Art außerdem Gebiete in unmittelbarer Nähe von Kulturland und Akazien-Buschlandschaften. Braunkopfpapageien sind standorttreue Vögel und unternehmen nur lokale Wanderungen, die abhängig vom Nahrungsangebot sind. Sie leben gewöhnlich in kleinen Gruppen von vier bis zwölf Vögeln. Je nach Jahreszyklus, Motivation und Nahrungsangebot sind die Papageien gelegentlich aber auch einzeln, paarweise oder in Gruppen von bis zu 40 Vögeln anzutreffen.
Der Flug der Braunkopfpapageien ist schnell und direkt. Die Vögel wirken dabei sehr auffällig, besonders durch ihre unüberhörbaren Stimmfühlungslaute und durch die gelben Unterflügeldecken, die am Himmel zu sehen sind. Während der Nahrungsaufnahme sind sie hingegen kaum auszumachen, da sie verhältnismäßig sehr ruhig fressen und durch Äste und Blattwerk vor Beobachtern geschützt sind. Die Vögel ernähren sich hauptsächlich von Sämereien, Früchten, Nüssen, Beeren und Nektar. Braunkopfpapageien suchen darüber hinaus Getreide-, Maisfelder und Kokosnussplantagen auf.

## Braunkopfpapageien und Menschen
Braunkopfpapageien wurden das erste Mal im 19. Jahrhundert nach Europa importiert. Im Vergleich zu den ebenfalls zur Gattung der Langflügelpapageien gehörenden Mohrenkopfpapageien gelangen sie aber nur selten in den Handel. Wie bei allen Papageien gilt auch für diese Art, dass sie nur paarweise in Volieren gehalten werden sollten.

## Die systematische Stellung innerhalb der GattungPoicephalus
Das folgende Kladogramm zeigt die Gattung Poicephalus mit ihren jeweiligen Verwandtschaftsgraden. Es fehlt der Niamniampapagei (Poicephalus crassus), dessen Artstatus umstritten ist.
| N.N.                    | \| \| Poicephalus gulielmi \| \| \| \| \| \| Poicephalus robustus \| \| \| \| \| \| Poicephalus fuscicollis \| \| Vorlage:Klade/Wartung/3 \| \| |
|                         | \| \| Poicephalus gulielmi \| \| \| \| \| \| Poicephalus robustus \| \| \| \| \| \| Poicephalus fuscicollis \| \| Vorlage:Klade/Wartung/3 \| \| |
|                         | Poicepalus flavifrons |
|                         | |
|                         | Poicephalus gulielmi |
|                         | |
|                         | Poicephalus robustus |
|                         | |
|                         | Poicephalus fuscicollis |
| Vorlage:Klade/Wartung/3 | |

|                         | Poicephalus gulielmi    |
|                         |                         |
|                         | Poicephalus robustus    |
|                         |                         |
|                         | Poicephalus fuscicollis |
| Vorlage:Klade/Wartung/3 |                         |

|  | Poicephalus senegalus   |
|  |                         |
|  | Poicephalus rufiventris |
|  |                         |

|                         | Poicephalus cryptoxanthus |
|                         |                           |
|                         | Poicephalus meyeri        |
|                         |                           |
|                         | Poicephalus rüppellii     |
| Vorlage:Klade/Wartung/3 |                           |

|  | Poicephalus senegalus   |
|  |                         |
|  | Poicephalus rufiventris |
|  |                         |

|                         | Poicephalus cryptoxanthus |
|                         |                           |
|                         | Poicephalus meyeri        |
|                         |                           |
|                         | Poicephalus rüppellii     |
| Vorlage:Klade/Wartung/3 |                           |

| N.N.                    | \| \| Poicephalus gulielmi \| \| \| \| \| \| Poicephalus robustus \| \| \| \| \| \| Poicephalus fuscicollis \| \| Vorlage:Klade/Wartung/3 \| \| |
|                         | \| \| Poicephalus gulielmi \| \| \| \| \| \| Poicephalus robustus \| \| \| \| \| \| Poicephalus fuscicollis \| \| Vorlage:Klade/Wartung/3 \| \| |
|                         | Poicepalus flavifrons |
|                         | |
|                         | Poicephalus gulielmi |
|                         | |
|                         | Poicephalus robustus |
|                         | |
|                         | Poicephalus fuscicollis |
| Vorlage:Klade/Wartung/3 | |

|                         | Poicephalus gulielmi    |
|                         |                         |
|                         | Poicephalus robustus    |
|                         |                         |
|                         | Poicephalus fuscicollis |
| Vorlage:Klade/Wartung/3 |                         |

|  | Poicephalus senegalus   |
|  |                         |
|  | Poicephalus rufiventris |
|  |                         |

|                         | Poicephalus cryptoxanthus |
|                         |                           |
|                         | Poicephalus meyeri        |
|                         |                           |
|                         | Poicephalus rüppellii     |
| Vorlage:Klade/Wartung/3 |                           |

|  | Poicephalus senegalus   |
|  |                         |
|  | Poicephalus rufiventris |
|  |                         |

|                         | Poicephalus cryptoxanthus |
|                         |                           |
|                         | Poicephalus meyeri        |
|                         |                           |
|                         | Poicephalus rüppellii     |
| Vorlage:Klade/Wartung/3 |                           |

Folgende Unterarten werden dem Braunkopfpapagei zugerechnet:
- -     - Poicephalus cryptoxanthus cryptoxanthus 
    - Poicephalus cryptoxanthus tanganyikae 
    - Poicephalus cryptoxanthus zanzibaricus